# Кукса Олег Володимирович
Оле́г Володи́мирович Ку́кса (2 квітня 1970, Кременчук, Полтавська — 10 вересня 2015, Троїцьке (Сєвєродонецький район), Луганська область) — солдат Збройних сил України, старший розвідник-телеграфіст, командир розвідувального відділення розвідувальної роти 54-ї окремої механізованої бригади, учасник російсько-української війни.

## Життєпис
Народився у 1970 році в місті Кременчук. Закінчив 8 класів середньої школи № 27, професійно-технічне училище № 20 (зараз Кременчуцький професійний ліцей ім. А. С. Макаренка) — за спеціальністю електрогазозварник. Протягом 1988—1990 років проходив строкову військову службу в 79-му прикордонному загоні Західного прикордонного округу (військова частина 2161, Сімферополь). Демобілізувався, закінчив Харківський державний політехнічний університет за спеціальністю «електричні апарати».
З 1996 року працював на керівних посадах — підприємства Кременчука: інженер-технолог технічного відділу підприємства «Техтрансмаш», головний енергетик колективного підприємства «Аеліта», також на заводі силікатної цегли, був начальником електроцеху КП «Кременчукводоканал», головним енергетиком ПАТ «Кременчукм'ясо» — від жовтня 2008 року.
Мобілізований 18 березня 2015 року, пройшов військову перепідготовку у 169-му навчальному центрі. Потім — солдат, стрілець 54-ї окремої механізованої бригади; командир розвідувального відділення розвідувальної роти. Одного разу повзком пробрався до терористів, аби зняти «прапор Новоросії».
10 вересня 2015-го вранці на блокпосту за селом Троїцьке Попаснянського району в напрямку до смт Калинове, підконтрольного «ЛНР», на «розтяжці» з міною «ОЗМ-72», встановленій терористами, підірвалися військові 54-ї бригади. Від отриманих поранень Олег помер за кілька годин у лікарні міста Попасна, Йосип Крутяк загинув на місці, п'ятеро військових зазнали поранень.
15 вересня 2015 року похований у Кременчуці на Свіштовському кладовищі — на Алеї, де поховані загиблі учасники російсько-української війни.
Без Олега лишилися мама, дружина, син 2013 р.н., дві доньки від першого шлюбу.

## Нагороди та вшанування
За особисту мужність, сумлінне та бездоганне служіння Українському народові, зразкове виконання військового обов'язку відзначений — нагороджений
- орденом «За мужність» ІІІ ступеня (16.1.2016, посмертно)[4]
- нагороджений Почесною відзнакою «За вірність народу України» І ступеня (посмертно, розпорядження голови Полтавської ОДА № 183 від 22 вересня 2015 року).

## Вшанування пам'яті
- 24 червня 2016 року внесений посмертно у «Книгу пошани Полтавщини» Полтавської обласної ради.
- 27 вересня 2017 року на фасаді Кременчуцької ЗОШ № 27 відкрили меморіальну дошку випускнику Олегові Куксі[5].
- 26 грудня 2017 року на будівлі ВПУ № 7 відкрили меморіальну дошку Олегові Куксі[6].